# Cantico di Anna
Il Cantico di Anna è un cantico dell'Antico Testamento cantato da Anna e trascritto dal profeta Samuele. Si trova nel Primo Libro di Samuele 2,1-10.

## Premessa e contenuto

### Premessa
Come in ogni generazione trattata nella Bibbia, abbiamo una persona bigama, di nome Ekram, con una moglie fertile, Peninna, e una sterile, Anna. Nonostante Ekram ami profondamente la moglie Anna, Peninna non perde occasione per umiliarla a causa della sua sterilità. Nel primo capitolo di 1Samuele, Anna si reca al tempio e fa un voto. Ella chiede un figlio maschio, da consacrare al Signore. Allora il sacerdote Eli, che prima aveva maltrattato Anna dandole dell'ubriacona, la rassicura, dicendole che "il Dio d'Israele ascolta la sua richiesta". Così Anna rimane incinta, e alla fine dell'anno partorisce un figlio, che chiama Samuele.

### Contenuto
Il Cantico manifesta la gioia di Anna per il figlio ricevuto per dono di Dio. Dalle parole di Anna, si può capire che questo è l'inizio di una vita proba e destinata al Signore (come del resto aveva giurato la madre) per Samuele.

## Testo in italiano
Ecco il testo del cantico secondo la versione CEI/Gerusalemme.
Allora Anna pregò:
«Il mio cuore esulta nel Signore,
la mia fronte s'innalza grazie al mio Dio.
Si apre la mia bocca contro i miei nemici,
perché io godo del beneficio che mi hai concesso.
Non c'è santo come il Signore,
non c'è rocca come il nostro Dio.
Non moltiplicate i discorsi superbi,
dalla vostra bocca non esca arroganza;
perché il Signore è il Dio che sa tutto
e le sue opere sono rette.
L'arco dei forti s'è spezzato,
ma i deboli sono rivestiti di vigore.
I sazi sono andati a giornata per un pane,
mentre gli affamati han cessato di faticare.
La sterile ha partorito sette volte
e la ricca di figli è sfiorita.
Il Signore fa morire e fa vivere,
scendere agli inferi e risalire.
Il Signore rende povero e arricchisce,
abbassa ed esalta.
Solleva dalla polvere il misero,
innalza il povero dalle immondizie,
per farli sedere insieme con i capi del popolo
e assegnar loro un seggio di gloria.
Perché al Signore appartengono i cardini della terra
e su di essi fa poggiare il mondo.
Sui passi dei giusti Egli veglia,
ma gli empi svaniscono nelle tenebre.
Certo non prevarrà l'uomo malgrado la sua forza.
Il Signore... saranno abbattuti i suoi avversari!
L'Altissimo tuonerà dal cielo.
Il Signore giudicherà gli estremi confini della terra;
darà forza al suo re
ed eleverà la potenza del suo Messia».

## Il Cantico nella liturgia
Il mercoledì II settimana del salterio alle lodi mattutine si canta il cantico tra i due salmi.
| Controllo di autorità | J9U (EN, HE) 987007522112605171 |